# Covas do Barroso
Covas do Barroso ist eine Ortschaft und Gemeinde im Norden Portugals. Sie liegt in der als besonders abgelegen und strukturschwach geltenden Region Trás-os-Montes und ist von Landflucht und Auswanderung geprägt. Die Welternährungs-Organisation erklärte die Region, zu der Covas do Barroso gehört, auf Grund seiner traditionell nachhaltigen Landwirtschaft und der Qualität der landwirtschaftlichen Produkte zum Landwirtschaftlichen Welterbe.
Die Gemeinde erregte die Aufmerksamkeit internationaler Berichterstattung im Jahr 2019 durch den unbeugsamen Widerstand der lokalen Bevölkerung gegen den wirtschaftlich verlockenden, aber ökologisch problematischen Abbau des hier gefundenen Lithiums, eines begehrten Metalls, das für die Produktion von Akkus und Batterien von hoher Bedeutung ist. Es werden hier die größten Lithium-Vorkommen Europas vermutet, die das multinationale Lithiumabbau-Konsortium Savannah Resources mit Sitz in London hier fördern möchte. Im deutschsprachigen Raum berichteten u. a. das ARD-Fernsehen, der Deutschlandfunk, der Fernsehsender arte, die Zeitung TAZ und die Zeitschrift auto motor und sport über den Widerstand von Covas do Barroso. 
Seit dem Beginn der COVID-19-Pandemie in Spanien ist die wirtschaftliche Lage durch weniger Touristen schwieriger geworden und der Lithium-Abbau wegen des gestiegenen Weltmarktpreises attraktiver.

## Geschichte
Funde belegen eine vorgeschichtliche Besiedlung mindestens seit der Eisenzeit, wie Funde aus der Castrokultur zeigen. Münzen und andere Funde belegen danach eine römische Besiedlung, während der Fund einer byzantinischen Münze mit einem Bild Kaiser Dukas noch eine Besiedlung im frühen 10. Jh. vermuten lässt. Die ersten Dokumente zum heutigen Ort Covas do Barroso stammen jedoch erst aus dem 12. Jh.
Im 13. Jahrhundert wurde der Ort eine eigenständige Gemeinde.
Es blieb eine Gemeinde des Kreises Montalegre, bis 1836, als in den Verwaltungsreformen nach der Liberalen Revolution ab 1821 und dem folgenden Miguelistenkrieg (Bürgerkrieg 1832–1834) der eigenständige Kreis von Boticas geschaffen wurde, zu dem Covas do Barroso seither gehört.
1839 erhielt die Gemeinde ihre erste eigene Schule. Seit 1946 versorgte ein Elektrischer Generator einige Haushalte bereits mit elektrischem Licht, der Anschluss an das Stromnetz erfolgte 1966.
Bis 1967 war Covas do Barroso die flächenmäßig größte Gemeinde im Kreis Boticas, dann wurde die Gemeinde São Salvador de Viveiro durch Ausgliederung aus der Gemeinde Covas do Barroso neu geschaffen.

## Sehenswürdigkeiten
Eine Reihe Baudenkmäler und archäologischer Fundplätze liegen im Gemeindegebiet:
- Kirche Santa Maria, aus dem 13. Jh., im Kern romanisch[10]
- Denkmalgeschützte alte Steinbrücke Ponte sobre o Rio Couto[11]
- Gemeinschaftlicher Ofen aus Granit, 19. Jh.[12]
- Grundschule von Covas do Barroso, 1961 errichtet[13]
- Öffentliche Walzmühle aus Granit[14]
- Steinkreuz (in der Rua Acúrcio Amando de Castro) aus Granit, 18. Jh.[15]
- Steinkreuz in der Ortsmitte (Weg-Kreuz) aus Granit, 1776 errichtet[16]
- Kreuzweg von Covas do Barroso, 18. Jh.[17]
- Kapelle Capela de Nossa Senhora da Saúde, 1692 errichtet[18]
- manieristische Kapelle Capela de São José, 17. Jh.[19]
- Gemeindezentrum und Kindergarten aus Granit, 19. Jh.[20]
- Alto do Castro, archäologische Fundstätte von Resten einer Befestigung der Castrokultur
- Castro do Poio, Reste einer befestigten Siedlung der Castrokultur an der Grenze der Gemeinde Covas do Barroso zur Gemeinde Dornelas
- Povoado de S. Martinho, Ruinen eines verlassenen Dorfes
- 21 Wassermühlen befinden sich in der Gemeinde, teils noch funktionstüchtig, acht sogar noch in Gebrauch.

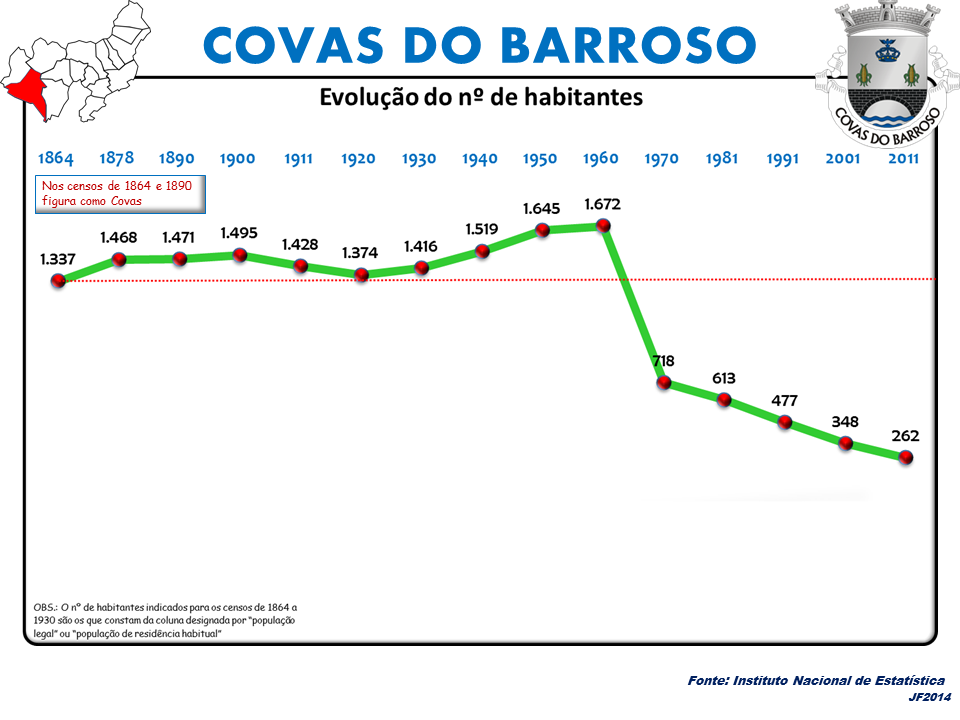
Bevölkerungsentwicklung der Gemeinde Covas do Barroso (1864–2011)

## Verwaltung
Covas do Barroso ist Sitz einer gleichnamigen Gemeinde (Freguesia) im Kreis (Concelho) von Boticas im Distrikt Vila Real. In ihr leben 191 Einwohner auf einer Fläche von 30 km² (Stand 19. April 2021).
Folgende Ortschaften liegen im Gemeindegebiet:
- Covas do Barroso
- Muro
- Romainho